# Александр Луї Марія Бертьє
Александр Луї Марія Філіпп Бертьє, зазвичай просто Александр Бертьє (фр. Louis Marie Philippe Alexandre Berthier), (20 липня 1883—30 травня 1918) — четвертий принц Ваграмський, третій герцог Ваграмський, випускник військової школи Сен-Сіра, лейтенант піхотного полку 101-ї лінії, капітан 6-го батальйону альпійських стрільців.

## Походження
Луї Марія Філіпп Александр Бертьє був первістком в родині 3-го принца Ваграмського Александра Луї Філіппа Бертьє і баронеси Берти Клари фон Ротшильд. По батьківській лінії він був онуком Наполеона Александра Бертьє, пера Франції, і Зєнаїди Франсуази Клари, небоги королев Жюлі та Дезіре Кларі. Його прадідом і прабабусею були прославлений маршал наполеонівських воєн Луї-Александр Бертьє і баварська принцеса Марія Єлизавета. По материнській лінії його дідом та бабусею були барон Луїс Майєр та баронеса Луїза Ротшильд.

## Життєпис
Александр Бертьє народився 20 липня 1883 року в Парижі. Згодом у нього з'явилися дві молодші сестри: Єлизавета Маргарита та Арманда Ліна. Родина мешкала в маєтку шато Гросбуа на південний схід від Парижа. У 1903 Александр вступив до військової школи Сен-Сіра. У вересні того ж року померла його мати. 1905 року він закінчив навчання. 1910 року він отримав звання лейтенанта піхотного полку 101-ї лінії, згодом став капітаном 6-го батальйону альпійських стрільців. У 1911 році помер батько Александра і він успадкував титули принца та герцога Ваграмського.
Бертьє був знаним поціновувачем імпресіоністської течії в живописі. Він активно збирав до своєї колекції картини Густава Курбе, Едуара Мане, Клода Моне, П'єра-Огюста Ренуара.
Александра Бертьє було вбито 30 травня 1918 року під час військових дій Першої Світової війни в департаменті Ена на північному сході Франції. Титул принца де Ваграм більше ніхто не носив, оскільки законних нащадків чоловічої статі Александр по собі не залишив.

## Сімейний стан
У свої 34 роки Бертьє не був одружений, але мав чотирирічну доньку від зв'язку з Марією-Луїзою Салінас. Його дочка, Луїза Александра Монік (1914–2000) — одружена з Педро дель Каррілом, після розлучення одружилася з Крістіаном Дюфором. Дівчина йменувалася Монік Бертьє де Ваграм. Незважаючи на два шлюби, нащадків по собі не залишила.